# La estrategia del pequinés
La estrategia del pequinés es una película española de 2019, del género thriller, dirigida por Elio Quiroga y protagonizada por Unax Ugalde y Kira Miró.

## Sinopsis
El Rubio, un delincuente retirado, debido a la grave enfermedad de su mujer, se replantea su situación cuando Junior, un narcotraficante local, le propone atracar al testaferro de sus jefes en Gran Canaria. Para organizar el asalto, el Rubio llamará a su amigo Tito “el Palmera”, un parado de larga duración cuyo sueño es abrir un bar y a Cora, una prostituta de lujo que sospecha cercano su declive.

## Reparto
- Unax Ugalde
- Kira Miró
- Enrique Alcides
- Jorge Bosch
- Ismael Fritschi
- Gonzalo Hernández